# Saïd El-Mendassi
Œuvres principales
Tob lel qalb dwah (Sidi Boumediene)
 Akika
 Ana ouchkati fi soultan
Saïd El-Mendassi (en arabe : سعيد بن عبد الله المنداسي), de son vrai nom Abou Othmane Said Ben Abdellah el Mandasi Tilimsani, est un poète algérien du melhoun, ayant naqui et vécu à Tlemcen au XVIIe siècle. Il est le fondateur du melhoun citadin (poésie populaire  algérienne) employé dans la musique hawzi.

## Biographie

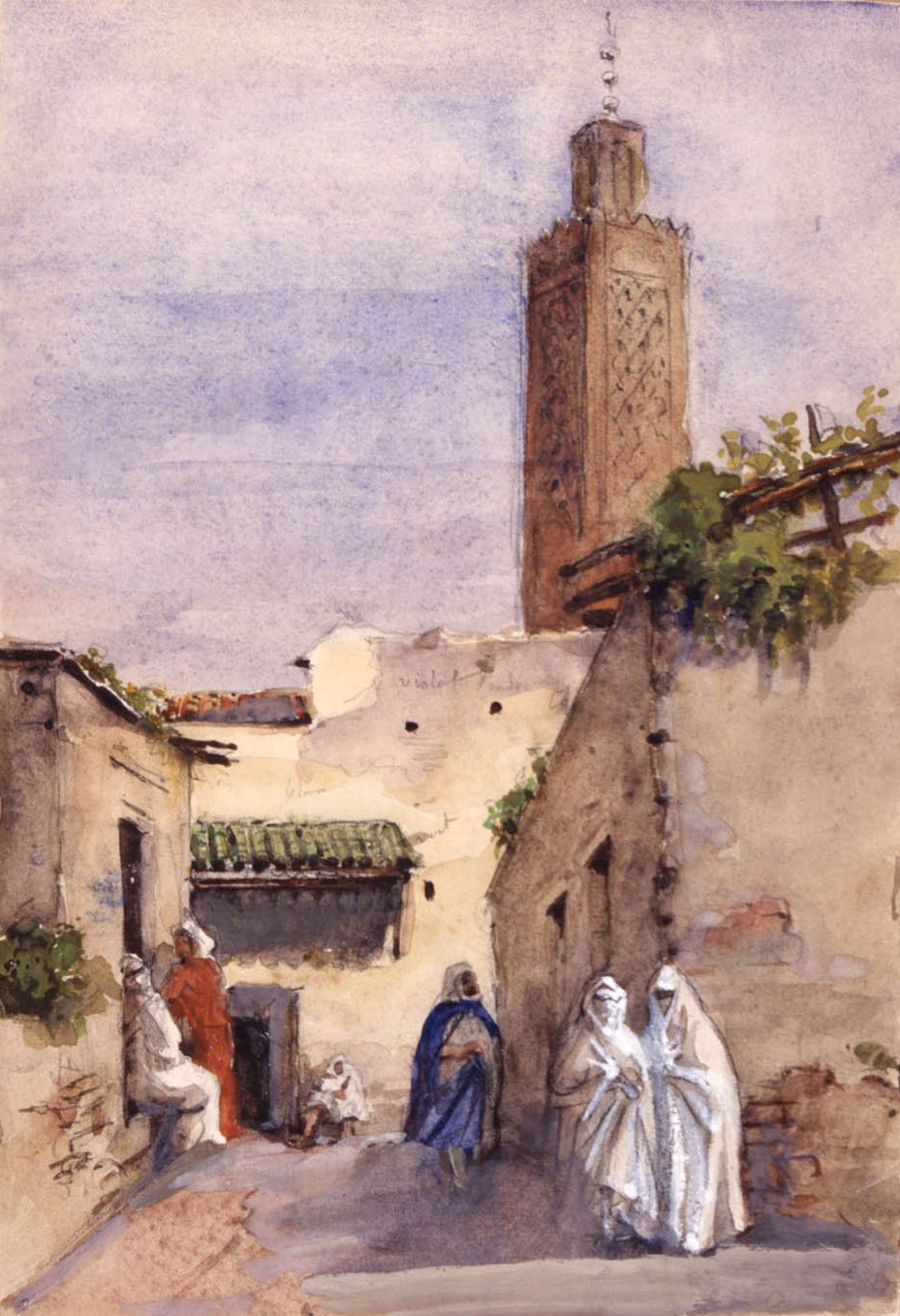
Mosquée Sidi Boumediene au XIXe siècle.

De son vrai nom Abou Othmane Said Ben Abdellah el Mandasi Tilimsani, il est né en 1583, et a été élevé et formé dans la ville de Tlemcen. Il est originaire de Mendès près de Relizane, de la tribu arabe hilalienne des Souids. Célèbre poète dans le melhoun, il est cité dans les recueils de poésie populaire sous le nom de Saïd El-Mendassi. 
Il s'exile au Maroc, vers 1650, à la suite d'une altercation, où il fréquente la cour des premiers sultans alaouites et s’attache, plus particulièrement, au sultan Moulay Ismaïl. Il est mort en 1677, le lieu de sa mort est inconnu : on parle bien de Sijilmassa, mais aussi de Tlemcen où il serait venu mourir.

## Œuvres
Saïd El-Mendassi a dominé la scène du melhoun après la disparition des deux grands précurseurs que furent Sidi Lakhdar Ben Khlouf en Algérie (XVIe siècle) et Abdelaziz El Maghraoui au Maroc (XVIIe siècle). Il est considéré comme le maître incontesté de l'école classique tlemcénienne. Maître d'Ahmed Ben Triki, il laisse une œuvre très riche, écrite parfois en prose, en arabe dialectal ou littéraire. Il est considéré comme le fondateur du genre hawzi. Des grands poètes des deux pays (Algérie et Maroc), se réclament de lui, se vantant d'avoir été ses élèves soit directement soit indirectement par la voie spirituelle, comme El-Masmoudi. 
Son œuvre est toutefois diversement appréciée selon les milieux. Les poètes de la tradition populaire vouent, sans exception, admiration et respect pour El-Mendassi. Mais certains le considèrent, comme un poète difficile, dont les textes, au style souvent recherché et obscur, ne se prêtent guère au chant, à l'opposé du style de poésie plus simple et plus accessible de Sidi Lakhdar Benkhlouf. Le recueil de ce poète contient toutefois des œuvres plus accessibles et d'une langue et d'un format beaucoup plus légers, comme l'invocation à Sidi Boumediène.
Il est plus connu dans le milieu du melhoun comme l'auteur de la Akika (« la cornaline »), longue qacida sur les Lieux Saints et la vie du Prophète de l'islam. Son œuvre, est restée, dans sa plus grande partie, inédite jusqu'à la publication en 1968 par Mohammed Bekhoucha, de ses textes du melhoun, et par Rabah Bounar en 1978, de quelques textes en arabe classique. 
Il également l'un des auteurs locaux de la sanaa-gharnata de Tlemcen, : 
- Ya houmiyati l-loum (chanté dans la nouba inçiraf maya)
- Ana ouchkati fi soultan (« Mon estime pour le roi ») (noubas mçedder mazmoum et inçiraf rasd dil),
- Lakaitou habibi
- Es sabah anchar âalamou (Inçiraf maya)
- Ya badi'e al wasfi aqmal (Inçiraf sika)
- Ya badi'e el housni ahla (Inçiraf raml al- maya ou sika)
- Djafa oua î'itada  (btaihi raml al achiya)
- Billah ahouar ahouar (inçiraf ghrib)
- Fi douwhati al-azhar (m'ceddar maya, inçiraf zidan)
- Sabri qalil (btaïhi rasd ed-dil, n'qlab mezmoum)
- Ghouziali soukour nabat (inçiraf rasd el-dil, n'klab moual)
- Ya laimi kaf al-malam (darj h'sin)
- Bou'edou eddiar zadani ichtiyak (btaïhi maya)
- Koum naghnamou al-houdayra (inçiraf h'sin)
- Afnaytou wajdan oua chawka (btaïhi medjenba)
- Rani nahaouak (inçiraf raml al-achiya)
- Ya laïma mouhdjati (inçiraf ghrib)
- Koum tara ez-zahar (btaïhi h'sin, inçiraf medjenba)
- "Ya sâatan haniya" (inçiraf ghrib)
- Ya man sakan sadri ( nouba mceddar mezmoum)[8].

## Exemple d'un poème
Le début du poème, Remède au coeur, invocation à Sidi Boumediène, traduit par Souhel Dib :

« Remède au cœur,

ô médication de l'âme, mon roi,

j'aspire à me satisfaire par la vision de ta sublime beauté,

dans un songe, avec mes propres yeux,

ô imam des saints amis de Dieu,

ô Ghouti ne m'oublie point,

ô imam des saints amis de Dieu.
Ô Boumédiène, me voici devant toi,

ton visage m'est offert par l'illusion du rêve,

je voudrais accomplir les tours de la Kaaba avec toi,

ainsi qu'avec le prophète El Moustapha el Hadi,

mon fardeau a disparu et je persiste

à mettre tout mon espoir en toi.

Un ami de Dieu se rend à tes côtés

cherchant refuge sous tes ailes protectrices,

ton secret est apparu dans sa grandeur,

tu accordes le salut à qui te sollicite,

ô imam des saints amis de Dieu. »